# Station Halmaal
Station Halmaal is een voormalige spoorweghalte langs spoorlijn 21 (Landen-Hasselt) in Halmaal, een deelgemeente van de stad Sint-Truiden. De stopplaats is slechts korte tijd in gebruik geweest, in de jaren 30 en 40 van de twintigste eeuw. De stopplaats werd beheerd door het station Sint-Truiden.
0,0: Landen ·
2,2: Attenhoven ·
5,4: Velm ·
7,9: Halmaal ·
10,7: Sint-Truiden ·
13,1: Bornedries ·
15,5: Senselberg ·
17,3: Kortenbos ·
20,6: Hendrikstraat ·
22,3: Alken ·
23,9: Sint-Lambrechts-Herk ·
28,6: Hasselt